# Яблунівка (Буська міська громада)
Яблуні́вка — село в Україні, в Буській міській громаді Золочівського району Львівської області. До 2020 року село було адміністративним центром Яблунівської сільської ради, якій підпорядковувалися села Яблунівка та Рокитне, нині органом місцевого самоврядування є Буська міська рада. Населення становить 772 особи.

## Населення
Згідно перепису 1881 року у селі мешкало 677 осіб. Станом на січень 1939 року у селі мешкало 1380 осіб, з них: 1000 українців, 5 поляків, 240 осадників, 120 латинників та 15 юдеїв. За даними всеукраїнського перепису населення 2001 року у селі мешкало 772 особи.
Мова
Розподіл населення за рідною мовою за даними перепису 2001 року був наступним:
| українська | 769 | 99,61 |
| російська  | 3   | 0,39  |

## Географія
Село Яблунівка знаходиться на відстані 58 км від обласного центру, 41 км — районного центру та 6 км — від адміністративного центру міської громади. Воно межує на півночі з селом Грабова, на сході — з Верблянами, на півдні — з містом Буськ, на заході — з селами Ланерівка, Побужани та Волиця-Деревлянська. Через село проходить автошлях, що сполучає Буськ з Радеховом та Кам'янкою-Бузькою. Відстань до найближчої залізничної станції Красне складає 14 км. Село Яблунівка розташоване на Буго-Стирській рівнині. За 2 км на захід від села протікає Західний Буг. Через село протікає два невеликих потоки, що течуть з північного сходу на південний захід, з яких найбільшим є річка Рокитна та впадають у Західний Буг.

### Клімат
За природнім районуванням територія колишньої Яблунівської сільської ради знаходиться в зоні Західного Полісся у Кам'янка-Бузькому природно-сільськогосподарському районі і за кліматичними умовами належить до Мало-Поліського агрокліматичного району, що характеризується атлантично-континентальним кліматом, з високою вологістю, м'якими зимами та помірно теплим літом.
Середньорічна температура повітря становить +7,7°C. Середньорічна сума атмосферних опадів становить 641 мм, проте у певні роки спостерігається значне відхилення від середньої багаторічної і становить 610-680 мм. Протягом періоду з температурою повітря понад 10°C випадає 320-380 мм опадів, що забезпечує нормальний ріст та розвиток сільськогосподарських культур. Відносна вологість повітря висока (70-80 %) і досить стала протягом року.

### Ґрунти
На формування рельєфу території мали вплив рухи тектонічних плит, літологічний склад порід, льодовикові води максимального (Дністровського) зледеніння у четвертинний період та діяльність людини.
Територія колишньої Яблунівської сільської ради розташована у межах Буго-Стирської межирічної хвилястої рівнини Малого Полісся та характеризується поліським ландшафтом, для якого характерне чергування слабопідвищених помірнодренованих ділянок з широкими долинами. На підвищеннях утворилися дерново-підзолисті ґрунти зв'язно-піщаного та супіщаного механічного складу. Пониження та западини зайняті дерновими, лучними та торф'яно-болотними ґрунтами, які сформувалися через недостатній природній дренаж території у минулому.
Ґрунти у напрямку Буська чорноземні та добре родючі, а ті що близько лісів дерново-підзолисті, сірі та піщані. При умілому догляді на них збирали високі врожаї зернових та технічних культур. Сільські поля були зайняті під посіви пшениці, жита, ячменю, вівса, гречки, картоплі, цукрових та кормових буряків.

## Топоніми
Назва села Яблунівка походить від прізвища його засновника Юзефа Александера Яблоновського, який був дідичем Буського староства у 1723—1750 роках. Польською мовою писалася, як Яблонювка (пол. Jabłonówka).

### Урбаноніми
Кількість елементів інфраструктури в селі — це 4 вулиці з 111 будинками.
Вулиці
- Пужеля
- Садова
- Шевченка Тараса
- Шкільна

Урочища
- Камінне поле

## Історія
Дідич Буського староства Юзеф Яблоновський заклав поселення Яблонювка (нинішня Яблунівка) у 1746 році. Під час старостування Юзефа Яблоновського Буськ значно розширився територіально. Поряд з землями монастиря отців-домініканців виникло ще нове окремо окопане місто, назване Яблоновим. Ця назва, на прикрість амбіціям та гонору старости, утрималась і проіснувала лише декілька років, а ця місцина отримала назву «Мури».
У 1755 році Юзеф Яблоновський відступив свої права на Буське староство своєму кузинові Антонію Яблоновському, воєводі познанському, князю Римської імперії. Антоній влаштував Юзефу при віденському дворі, де мав певний вплив, титул князя Римської імперії. За вирішення даної справи Антоній отримав значну суму грошей, яка дорівнювала річному прибутку Буського староства, а це близько 35000 польських злотих. 1 березня 1777 року Юзеф Яблоновський помер у Ліпську, де був похований у прикостельній каплиці. У 1763 році буським старостою став Юзеф Мієр.

### Габсбурзька монархія (1772—1918)
У 1772 році відбувся перший поділ Речі Посполитої і Бущина опинилася у складі Австрійської імперії. Від того часу Юзеф Мієр залишився пожиттєвим власником Буська і разом з тим колишнього Буського староства. Бачачи неорганізованість у власних володіннях, він приступив до розвитку промисловості краю, експлуатуючи природні багатства. У той час Буськ мав три стави, де час від часу спускали воду. В одному з них, що розташовувалося у місцевості Остапківці, де селяни з Грабової та частково з Яблунівки, в рахунок відробляння примусової панщини, видобували болотну руду, з якої пізніше випалювали залізо. На другому ставі, в околиці Буської папірні, також видобували болотну руду та випалювали з неї залізо. Ця гута мала назву «Папірницька», до неї були приписані села Гутисько та Вербляни, але тамтешні селяни відробляли панщину на фільварку. Після закриття гути «Папірницької» усе обладнання з неї перенесли до гути на Остапківцях.
Селяни з Яблунівки були зобов'язані, як примусову панщину, давати старості 465 мір («оплетених возів») деревного вугілля на рік для потреб гути. Окрім такого обов'язку, яблунівські селяни, які мали власну землю для рільництва, відробляли панщину двічі на тиждень, а ті, хто орендував такі землі — чотири рази на тиждень, а також, як одні, так і інші, повинні були обов'язково відробляти вісім літніх днів під час жнив та сінокосів. Коли селянин відробляв примусову панщину власним рільничим спорядженням, тобто власним кінним плугом, боронами, возом, косою, серпом, мотикою, то таку панщина називали упряжною. Коли селянин відробляв примусову панщину і не мав власного реманенту, то таку панщину називали пішою. Час відроблення панщини не був фіксованим, а залежав від тривалості світлового дня.
Староста Юзеф Мієр розвивав промисли, як у місті, так і на його околицях, за рахунок чого збагачувався. Так основним промислом був ліс. У «Чорному лісі» працювала фабрика поташу. У семи мазярнях виробляли деревне вугілля та дьоготь. У той час було засноване село Мазярня, де продукували деревну мазь. Інші мазярні розташовувалися поблизу села Яблунівка та постачали деревне вугілля Остапківській гуті для виплавки заліза. Там також виробляли ґонти для покриття дахів. Буська деревина користувалася значним попитом в окрузі.
Величезна щільність лісових насаджень (лісів) в окрузі зумовили, свого часу, Юзефа Мієра до купівлі Буського староства. Мієр відкрив водний шлях з Буська до Гданська та почав сплавляти ліс Західним Бугом, Віслою, а також Нарвою до країн Балтії. У Буську та навколишніх селах, у тому числі і в Яблунівці, будувалися тартаки, які випускали дошки, балки, клепки, лати і тому подібну продукцію. Місця колишньої вирубки лісу, вже вивільнені від лісу, з дозволу буського старости заселялися «будниками», переселеними з-під Ниська та Лежайська. На місці викорчуваного лісу будувалися дерев'яні бараки, що з часом утворювали невеличкі поселення, які пізніше трансформувалися у окремі села та присілки. Переселенці крім землеробства займалися ще видобуванням деревного вугілля для ковалів, дьогтю та смоли, а також випалювали вапно. Також будувалися млини, зокрема, один з них був збудований в Яблунівці. Яблунівський млин працював досить тривалий час і був розібраний вже у радянські часи.
2 серпня 1796 року у Львові Юзеф Мієр передав буське староство своєму синові Войцеху. Після закінчення студій у Варшаві Войцех у спадок від батька Буськ, Сілець та Холоїв з усіма прилеглостями та ужитками до цих маєтків. У 1798 році померла Анастасія зі Зембіц Богуш-Тарновська-Мієр — мати Войцеха і того ж року Юзеф Мієр створив у Львові новий акт дарування, яким переказав Войцехові лише маєтки у Буську та декілька сіл Золочівського округу. 22 серпня 1831 року Войцех Мієр помер у Контах під час епідемії холери, не залишивши заповіту. Тому буські маєтки по його смерті були оцінені у 6333691 ринських злотих та конфісковані австрійським урядом з причини великих боргів. У 1833 році відбувся публічний аукціон з продажу маєтків Мієрів. Переможцем виявився шваґер Воцеха (чоловік його доньки Агнешки) — Фелікс Мієр, котрий після виплати численних Войцехових боргів, у 1835 році став дідичем Буського староства.
Управління староством Феліксом Мієром припало на дуже важкі історичні часи. У 1848 році вибухнула європейська революція або ж так звана «Весна народів», зокрема, одна з них — революція в Галичині, яка була придушена австрійським урядом. Були й позитивні зміни у самій імперії. Так, 15 травня 1848 року цісарський уряд скасував панщину та впровадив конституцію, що надавала права та свободи простим людям, у тому числі й право бути обраним до влади. Хоча урядовою постановою офіційно панщина була відмінена, а в дійсності відроблялася далі.
Згідно австрійського земельного опису села 1845 року, в Яблунівці налічувалося 74 господарства, з яких 64 — у самій Яблунівці та 10 — у присілку Шльонзаки, який на той час належав до Яблунівки. Також земельні ділянки на території села належали родинам з сусідніх населених пунктів, зокрема, з Буська, Побужан, Грабової та Ланерівки. Найбільші за площею наділи землі належали буському дідичу — графу Феліксу Мієру і розташовувалися вони були на південній околиці села, де був закладений панський фільварок. Після розпаювання панських земель та заселення туди осадників у 1920-х роках на місці фільварку утворилося поселення, яке отримало назву Яблунівка Польська.
У 1856 році буські маєтки успадкував Генріх Мієр — син Фелікса Мієра. Генріх був одружений з акторкою Анною В'єрер. Дітей у них не було. Граф Генріх Мієр безмежно кохав свою дружину і записав їй у довічне володіння весь буський маєток. Генріх Мієр помер у 1879 році. По смерті чоловіка Анна Мієр добровільно віддала успадковані по його смерті володіння племінникам графа — Казимиру та Станіславу Бадені, синам Цецилії Бадені з Мієрів та Владислава Бадені. Для себе вдова залишила лише скромну ренту з тих володінь. Буськ з фільварками Адами, Вербляни, Грабова, Гумниська, Журатин, Купче, Ланерівка, Побужани та Яблунівка отримав Казимир Бадені.
Від 1772 року колишнє Буське староство було віднесене до Бережанського, потім до Брідського, пізніше до Золочівського повітів — Львівського округу. Під час адміністративної реформи місцевого самоврядування розпорядженням міністерства внутрішніх справ Австро-Угорщини 23 січня 1867 року ліквідовані округи та збільшені повіти. Відтоді Буськ належав до Кам'янко-Струмилівського повіту. До новоствореного повіту увійшли також села, що колись належали до Буського староства, а саме — Вербляни, Волиця-Деревлянська, Гумниська, Незнанів, Побужани, Полонична, Ракобовти, Соколя, Чаниж, Чучмани Гумниські та Яблунівка.
1869 року греко-католицькою громадою Яблунівки зведена дерев'яна церква святого Димитрія, яка до 1941 року була дочірньою парафіяльній церкві Різдва Пресвятої Богородиці у селі Грабова.
У 1881 році, згідно інформації поданої у «Географічному словнику Королівства Польського та інших слов'янських теренів», селяни Яблунівки мали у власності: орної землі — 562 морги, городів і луків — 1028 моргів, пасовищ — 114 моргів, лісу — 4 морги. Власник села граф Бадені на той час мав у своїй власності: орної землі — 445 морги, городів і луків — 196 моргів, пасовищ — 364 моргів, лісу — 1445 моргів.
Граф Бадені за освітою був правником, за професією — політиком. Перебуваючи на державній службі, працював почергово у: Делегатурі намісництва у Кракові, Міністерстві внутрішніх справ Австро-Угорщини у Відні, повітовому старостві у Ряшеві, Делегатурі Міністерства у Кракові. 1886 року пішов з державної служби й замешкав у Буську. Від 29 вересня 1895 року й до 25 листопада 1897 року Казимир Бадені обіймав посаду прем'єр-міністра Австро-Угорщини. Після повернення до Буська він ретельно займався господарюванням і тим самим не пропустив жодної можливості витягнення максимального прибутку з власного маєтку. Він наймав постійних та сезонних працівників, а за виконувану важку працю (без обмеження за часом доби) платив мізерну зарплатню. Зароблених селянином коштів не вистачало на елементарні речі, як одяг та харчі, тому 1902 року у підпорядкованих фільварках Казимира Бадені почали виникати страйки. Основною вимогою страйкувальників була вища оплата праці. Родина Бадені почала зазнавати збитків, але й досі в її власності перебували розкішні резиденції у Львові та Відні, де влаштовувала гучні бали, виїжджала у дороговартісні тривалі подорожі.
Наприкінці XIX століття прокладено ґрунтову дорогу «Буськ — Яблунівка», довжиною 6,5 км, що починалася від костелу святого Станіслава у Буську та прямувала до Яблунівки. У 1893 році цю дорогу було подовжено з Яблунівки через Грабову до Холоєва. Ця дорога на початку XX століття виконувала роль транспортного тракту, яким через Буськ до залізниці, спрямовувався потік товарів з північних теренів Кам'янко-Струмилівського повіту. На схід та північ від Яблунівки простягалися ліси графа Бадені, на а на південь — його поля. 9 липня 1909 року Казимир Бадені помер і похований у підземеллі родинної усипальниці поряд з Генріхом Мієром, у парку при палаці на Середньому місті у Буську. Буський маєток по смерті Казимира Бадені успадкував його син Людвиг Бадені.
Із закінченням XIX століття почала пробуджуватися національна самосвідомість яблунівчан. Тоді в Яблунівці декілька ініціативних селян під керівництвом пароха місцевої церкви о. Віктора Гаруха вирішили заснувати у селі читальню «Просвіти». 27 грудня 1899 року проведено установчі збори, а вже у квітні 1900 року подано документи на реєстрацію читальні «Просвіти» в Яблунівці до Галицького намісництва та Головного Виділу товариства «Просвіта» у Львові. Після чого читальня була зареєстрована. Головою читальні було обрано о. Віктора Гаруха, секретарем Івана Вовка, писарем Костя Вовка. Станом на 1900-й рік читальня містилася у хаті Луки Якиміва. У ній налічувалося 52 читачі, а бібліотечний фонд складав 83 одиниці. Щонеділі члени читальні збиралися на спільні читання, проводилися аматорські вечори тощо. Також був організований хор, яким керував церковний дяк. При читальні «Просвіти» 17 червня 1901 року було організовано українську крамницю, якою опікувалося керівництво читальні. Ця читальня «Просвіти» активно функціювала до 1914 року, тобто до початку першої світової війни. Через вибух війни її діяльність практично припинилася та відновилася лише за десять років — у жовтні 1924 року.

### Три криваві війни (1914—1921): Перша світова, польсько-українська, польсько-радянська
У липні 1914 року розпочалася перша світова війна і вже у серпні того ж року російські війська вступили на терени Галичину та розгорнули наступ у напрямку Львова. У той час австрійський гарнізон дислокувався у селі Спас, що за 28 км Яблунівки. Вздовж лінії річки Західний Буг австро-угорські війська під командуванням генерала кінноти Рудольфа фон Брудермана вибудували лінію оборони. 25 серпня 1914 року 8-ма російська армія під командуванням генерала від кавалерії Олексія Брусилова вийшла на лінію Кам'янка Струмилова — Дідилів, а наступного дня 11-й армійський корпус під командуванням генерала від кавалерії Володимира Сахарова рушив на Буськ. За незначний період часу опір австро-угорського війська був зламаний і 28 серпня Буськ був окупований російською армією, а 5 вересня — Львів.
З початком російської окупації на Бущині були закриті практично всі українські установи, бібліотеки, школи, а польські працювали. Були заборонені українські громадсько-політичні організації, вчинялися обшуки, переслідувалася місцева інтелігенція. У Буську та околицях росіяни знищили та розграбували читальні «Просвіти», осередки спортивно-руханкових товариств «Сокіл» та «Січ».
1914 року у складі австро-угорського війська створено перше українське військове формування — легіон УСС. Керівний орган львівських стрілецьких організацій — Бойова управа українських січових стрільців спільно з Головною українською радою 6 серпня 1914 року звернулися до українських юнаків із закликом, щоби вони добровільно зголошувалися та вступали до лав УССів. Першим місцем збору було проголошено Львів, але через стрімке наближення лінії фронту до міста, місце збору перенесли до Стрия. До українського війська в Галичині зголосилося близько 28000 добровольців, але до Стрия прибуло лише 10000, а решта 18000 мали повернутися по своїх домівках. Австрійський уряд, не впевнений у лояльності українських частин, дав дозвіл лише на 2500 вояків. Ядро легіону становили члени довоєнного січового, сокольського і пластового руху.
Якщо вести мову про уродженців Яблунівки, то в числі перших добровольців легіону УСС був яблунівчанин Василь Вовк, який служив вістуном у восьмій сотні першого полку.
Російська імператорська армія вела наступальні дії протягом зими та весни 1915 року. Пала фортеця Перемишль, але подальший наступ московитів був зупинений і вони почали відступати з Галичини. Протягом літа 1915 року лінія фронту встановилася по ріці Західний Буг. Внаслідок військових дій було вщерть знищене село Спас, в якому залишилося лише вісім хат, а сусідні Побужани були знищені наполовину. Яблунівка тоді постраждала менше, бо знаходилася трохи далі від епіцентру бойових дій.
У вересні-жовтні 1915 року відбулася Семиківська битва, у серпні-вересні 1916 року — бої на горі Лисоні, що на Тернопільщині. Після битви на горі Лисоні залишки легіону УССів були скеровані на вишкіл, після якого поповнили свої ряди добровольцями у Розвадові та Верині, після чого він знову вступив у бій 17 лютого 1917 року поблизу села Куропатники, яке перебувало під окупацією російських військ.
На час боїв біля Куропатників припадає російська революція, яка несла надії для українців, які воювали по обидва боки цього фронту. У Росії повалене самодержавство, до влади прийшов тимчасовий уряд на чолі з Олександром Керенським. Тим часом в Україні постала Українська Центральна Рада, яку очолив Михайло Грушевський. Потім виданий Перший Універсал Української Центральної Ради, яким проголошувалася автономія України, а також сформований Генеральний секретаріат Української Центральної Ради на чолі з Володимиром Винниченком. Тимчасовий уряд Російської республіки своїм рішенням обмежив повноваження Генерального секретаріату Української Центральної Ради.
Звістки про проголошення автономії України у Києві викликали в Галичині неабияке емоційне патріотичне піднесення. Але бойові дії тривали. Проте в Росії у листопаді 1917 року відбувся державний переворот, в результаті якого Тимчасовий уряд заарештований, а центральну владу перебрав на себе Другий Всеросійський З'їзд рад та група більшовиків на чолі з Володимиром Леніним. Події у Петрограді змусили Центральну раду у Києві видати III Універсал, яким проголошено Українську Народну Республіку: Україна не відокремлювалася повністю від Росії, але вся влада належала лише Центральній Раді та Генеральному Секретаріату.
Своєї незалежної держави вимагали й галичани аби згодом об'єднатися з Українською Народною Республікою в єдину українську державу. Проте, ані австрійський уряд, ані цісар Карл I, не хотіли чути про будь-яке державотворення на теренах Західної України, а от до поляки отримали від австрійського уряду дозвіл на державну автономію.
Тому українці вдалися до рішучих дій. Наприкінці вересня 1918 року у Львові було сформовано Український Генеральний Військовий Комісаріат на чолі з сотником Легіону Українських січових стрільців Дмитром Вітовським. 18 жовтня 1918 року у Львові розпочалися представницькі збори всіх українських депутатів австрійського парламенту, коли з українських послів Галицького і Буковинських сеймів, представників політичних партій Галичини й Буковини, духівництва і студентства було утворено Українську Національну Раду. 19 жовтня 1918 року УНРада проголосила Українську державу на всій українській етнічній території Галичини, Буковини та Закарпаття. Уродженця Буська Євгена Петрушевича було обрано президентом Української Національної Ради.
На перешкоді створення української держави на західноукраїнських землях стала Польща. Польські військові та політичні кола, посилаючись на «державотворчу нездатність» західних українців та необхідність об'єднання Галичини у «стратегічну Польщу, яка охороняла б Європу від більшовиків», заручившись підтримкою США і Антанти, створили у Парижі Польський Національний Комітет. 28 жовтня у Кракові було утворено Польську Ліквідаційну Комісію, метою якої було проведення у Львові в ніч з 2 на 3 листопада збройного виступу зі встановленням польської влади, про що було попереджено намісника Галичини й австрійський уряд. Приїзд Комісії до Львова був запланований на 1 листопада.
У вересні 1918 року у Львові українські військові утворили таємний Центральний Військовий Комітет. Збройний виступ у Львові мали розпочати місцеві частини, де українці були в більшості. До Львова 30 жовтня 1918 року прибув сотник УСС Дмитро Вітовський. Він узяв на себе командування українськими військовими формуваннями, які були організовані в австрійських полках Львівського гарнізону. Увечері 31 жовтня в Народному домі члени Національної Ради та Військового Комітету обговорити результати останніх переговорів Костя Левицького з намісником Гуйном про передачу влади українцям. Гуйн відмовився це зробити, посилаючись на відсутність вказівок з Відня. Вітовський переконав членів Національної Ради вдатися до виступу. Начальник штабу Семен Ґорук розіслав кур'єрів до комісарів повітів з наказом у ніч на 1 листопада взяти владу на місцях. Командирові полку УСС Осипу Букшованому було наказано виїхати з бойовими частинами до Львова. У ніч з 31 жовтня на 1 листопада 1918 року українські військові формування без жодних людських втрат зайняли Львів, а Степан-Іван Панківський з групою січових стрільців вивісив український прапор на міській ратуші. Ці події в історичних джерелах отримали назву — Листопадовий чин.
Подібні виступи населення відбулися у багатьох галицьких містах та селах. Так, вже 2 листопада 1918 року у Золочеві відбулися події аналогічні зі львівськими. Комендантом Золочівської військової округи, до якої входив й Буськ, обрано сотника Іллю Цьокана, а його заступником — відомого буського адвоката Теодора Ваньо. Для захисту молодої держави із Золочева до Львова був направлений 35-й полк УССів Золочівського гарнізону, що вів наступ від Кульпарківської дороги у напрямку до львівського головного двірця.
У Кам'янці Струмиловій Український громадський комітет роззброїв старшинську школу. Під керівництвом старшин Ю. Шепаровича, В. Назаркевича та О. Косаревича 70 курсантів-українців та близько 300 селян, робітників та гімназистів захопили владу у повіті.
9 листопада 1918 року офіційно проголошено створення Західноукраїнської Народної Республіки, до складу якої увійшли землі Східної Галичини, Північної Буковини та Закарпаття. У Львові сформовано Державний секретаріат ЗУНР з міністерствами (державними секретарствами), у повітових центрах скликалися віча та обиралися повітові національні Ради та повітові комісари. 1 грудня 1918 року у Києві делегація Державного секретаріату ЗУНР уклала з Директорією УНР «передвступний договір» про майбутню злуку обох українських держав, а 22 січня 1919 року на Софійському майдані у Києві відбулося урочисте оголошення універсалу про об'єднання УНР і ЗУНР у соборну Україну. Ця подія в історичних джерелах отримала назву — Акт Злуки. Але, на жаль через інтервенцію східних, північних та західних «сусідів» усі плани щодо створення соборної України не втілилися у життя.
Державотворення на Великій Україні та у Галичині перервав наступ більшовицької та польської армій. Битвою за Львів між Українською Галицькою армією та Польською Організацією Військовою розпочалася польсько-українська війна. Сама битва тривали протягом трьох тижнів, від 1 по 22 листопада 1918 року. Українські підрозділи вимушено відступили з міста та оточили його з усіх боків. Польське військо мало доступ до Львова лише із заходу вздовж залізниці Львів-Перемишль. Облога міста українськими військами тривала до середини травня 1919 року. На допомогу полякам прийшли країни Антанти. У Франції створена майже 110-тисячна польська «блакитна» армія, яка під командуванням генерала Юзефа Галлера була перекинута у Польщу. Як на той час вона була забезпечена всіма модерними військово-технічними засобами. Було прорвано фронт і через те подальша боротьба була безнадійною, тому у другій половині липня 1919 року УГА відступила за Збруч на допомогу УНР у її боротьбі з більшовиками.
У той час на Волині тривали бойові дії, де з наступаючими зі сходу більшовиками боролася Дієва армія УНР. Після втрати Луцька 16 травня 1919 року, західний фронт Дієвої армії УНР фактично припинив своє існування. Тоді штаб армії вирішив розпочати наступ з Волині на Поділля з метою заволодіння району Проскурів—Кам'янець-Подільський та встановлення безпосереднього зв'язку з Румунією, звідки сподівалися налагодити постачання озброєння, амуніції та іншого спорядження. Численні ешелони тилової бази армії, в яких було вартісне військове майно та зосереджувалися на лінії Рівне—Броди, планувалося перекинути через вузлову залізничну станцію Красне на лінію Тернопіль—Підволочиськ і далі у звільнений від більшовиків район. Тилову базу треба було рятувати негайно, а сил і засобів, аби затримати просування поляків у Дієвої армії УНР не було. Тому у цьому випадку допомогти утримувати вузлову залізничну станцію Красне могли лише галичани. Завдання прикривати станцію Красне припало Першому корпусу УГА під командуванням полковника Осипа Микитки. Аби ворожа артилерія не перешкоджала нормальній роботі залізничників, для оборони мало було обрано позиції на відстані не ближче 10 км від станції Красне, тобто чим далі, тим безпечніше, але, водночас, тим більше розтягуватиметься фронт. У пошуках компромісу полковник Микитка обрав лінію Яблунівка—Ракобовти—Ріпнів—Милятин—Неслухів, на якій 20 травня 1919 року розташувалися дві бригади Першого корпусу УГА.
Оборону на правому фланзі бойового порядку стрільців 1-го корпусу УГА у селі Яблунівка тримав III курінь 5-ї Сокальської бригади під командуванням поручника Івана Чайки. У разі потреби йому на допомогу можна було швидко перекинути артилерію бригади з-під Буська та курінь з Ракобовтів. Тут польська «блакитна» армія з'явилася пополудні 22 травня 1919 року і застала українців зненацька. Початкову атаку поляків вдалося легко відбити, коли до наступу розгорнувся перший з черги польський батальйон, то розпочався справжній бій. Ворожа кавалерія спробувала атакувати українські позиції лісовою дорогою. Такий маневр поляків був передбачений українським командуванням, і під прицільним стрілецьким вогнем кавалеристи Галлера вимушені були повернутися назад. Тим часом з лісу від села Грабова висувалися усе нові підрозділи армії Галлера. Трохи пізніше атакували вже два батальйони перед якими «працювала» ворожа артилерія і III курінь 5-ї Сокальської бригади почав відступати. Втративши позицію, українські підрозділи важко виходили з бою. В Яблунівку вступили польські підрозділи. Артилерійські підрозділи поляків вважаючи бій завершеним на свою користь узялися перевозити гармати, але вони прорахувалися. Відчувши мить слабкості ворога командир куреня 5-ї Сокальської бригади поручник Іван Чайка ризикнув та повів стрільців у контратаку на майже вдвічі чисельнішого і краще озброєного супротивника. Безлад в порядках армії Галлера, помножений на раптовість українського удару, справив неабиякий ефект. Курінь галичан в одну мить вибив ворога з Яблунівки та затрофеїв два французьких кулемети з чималою кількістю набоїв. У запалі бою втрати ворога оцінили у 600 чоловік. Натомість, польські джерела значно скромніше оцінюють власні втрати у бою за Яблунівку. Так, автор історії 5-го полку підгалянських стрільців вказує на такі втрати — 2 вбитих, 15 поранених та 5 зниклих безвісти і це лише статистика по 3-му батальйону «галлерчиків». Загальні втрати обох польських дивізій на українському фронті за 9-24 травня 1919 року керівник санітарної служби корпусу оцінив у 11 вбитих та 74 поранених вояків. І якщо брати до уваги бій під Яблунівкою в цілому, то там полягла практично четверта частина особового складу польського корпусу.
Вранці 23 травня 1919 року українське командування мало усі підстави розраховувати на подальшу оборону станції Красне, але через те, що усі потяги з майном Дієвої армії Української Народної Республіки ще до того часу були перенаправлені у тернопільському напрямку на Зборів і у полковника Осипа Микитки не було ані додаткових резервів. ані зайвих набоїв, щоби виступити у бій з переважаючими силами ворога — 2-ою дивізією «галлерчиків», командування ухвалило рішення перервати битву під Буськом. Під прикриттям ар'єргардів галицькі бригади розпочали швидкий відхід на південний схід і того ж 23 травня та зайняли лінію оборони Ожидів-Сторонибаби-Куткір. Незабаром злетів у повітря залізничний міст через Західний Буг поблизу Красного. Запалали спорожнілі будівлі вокзалу станції Красне та три потяги, які не змогли евакуювати. Наступного дня, 24 травня 1919 року польські підрозділи зайняли Красне.
У результаті чого УГА була відтиснута поляками аж до Чорткова, майже впритул до Збруча. В період з 7 по 28 червня 1919 року УГА, у лавах якої налічувалося всього близько 19000 вояків, розпочала несподіваний для ворога контрнаступ, відомий в історичних джерелах, як Чортківська офензива. Метою наступальної операції було відкинути польські підрозділи за річку Золота Липа, аби здобути плацдарм для подальшого наступу на захід. Спочатку наступ приніс тактичні успіхи: 8 червня УГА здобула Чортків та змусила польську армію до відступу на відстань 120 км до лінії Гологори — Перемишляни — Букачівці. Кровопролитні бої відбулися під Бучачем, Підгайцями, Нижневом. Вперта оборона поляками Бережан, Тернополя, Бродів, Золочева та багатьох інших населених пунктів Галичини. Здавалося, що УГА, йдучи переможним кроком на захід, звільнить Львів та остаточно прожене ворога зі своєї землі. Але подальший брак зброї та боєзапасу не дозволив використати ці здобутки для досягнення стратегічних результатів.
Уряд ЗУНР на чолі з Євгеном Петрушевичем сподівалися на допомогу УНРади, але через погану ситуацію на фронті сталося навпаки: УГА вимушена була воювати на боці військ УНРади, у тому числі, з денікінцями та Червоною армією. УГА разом з наддніпрянцями визволяла Київ, хотіли воювати й надалі, але через страшну епідемію тифу втратили свою боєздатність. Хвороба не щадила нікого і станом на листопад 1919 року лише 7% особового складу УГА могли утримувати фронт, решта були прикуті до ліжок та помирали важкою смертю. Щоб урятувати війська від фізичного винищення 6 листопада 1919 року за наказом командувача УГА генерала Тарнавського його місія підписала з денікінським генералом Слащовим угоду, за якою УГА переходила на бік і у розпорядження Добровольчої армії. Під тиском Симона Петлюри Петрушевич зняв з посади командувача УГА генерала Мирона Тарнавського і призначив на цей пост генерала Осипа Микитку. Тарнавський був відданий під суд трибуналу, але виправданий, оскільки було визнано, що він намагався зберегти армію від неминучої загибелі. Фронт між Галицькою армією та денікінцями був ліквідований.
Станом на лютий 1920 року УГА, що нараховувала близько 5000 здорових старшин і бійців, стояла на території східного Поділля й північно-західної Херсонщини. УГА цілковито втратила свою боєздатність, навіть здатність пересування. У таких умовах для УГА не було іншого виходу, як приєднатися до Червоної армії, що тоді розгромила на Правобережжі Добровольчу армію генерала Денікіна і наближалася щораз більше до місця розташування галицьких бригад. Захопивши УГА в свої руки, більшовики почали негайно її реорганізацію. Утворено ревком армії на чолі з Францем Кондрацьким. 7 лютого начальний ревком УГА видав наказ, відповідно до якого галицькі частини, дислоковані на схід від Дністра, утворювали Червону українську галицьку армію. 10 лютого заарештовано останнього начального команданта УГА генерала Осипа Микитку й начальника штабу генерала Ґустава Ціріца, яких вивезено до Москви, де їх у липні 1920 року розстріляно. Того ж дня ревком призначив тимчасовим начальним вождем ЧУГА підполковника Амвросія Вітошинського. 27 березня В. Затонський провів реорганізацію Начальної Команди. Її було скасовано, а натомість створено Польовий Штаб ЧУГА, на чолі з галицьким комуністом Василем Порайком. Корпуси УГА реорганізовано на бригади. Після сформування бригад ЧУГА їх розподілено до різних дивізій 12-ї і 14-ї радянських армій, чим роз'єднано цілісність ЧУГА. У реорганізаційній роботі в ЧУГА В. Затонський головну увагу приділяв пропаганді класової боротьби та поборюванню українських національних почуттів. Однак всі його заклики до погрому старшин, як буржуїв і контрреволюціонерів, не мали найменшого успіху (за весь час існування ЧУГА не було жодного випадку виступу вояків проти своїх старшин), а заборона політичних комісарів в ЧУГА співати гімн, уживати національний прапор, герб і військові відзнаки, пропаганда комісарів проти старшин і польових священників викликали серед вояцтва опір проти червоних союзників. Протибільшовицькі настрої в ЧУГА були ґрунтом, на якому виник розрив ЧУГА з Червоною армією.
Першим покинув ЧУГА вже 6 квітня 3-й кінний полк ЧУГА (командант — отаман Едмунд Шепарович) із Запасним куренем (сотник І. Козак), далі Технічний курінь у Балті (командант — поручник Корнило Кізюк) в ніч на 24 квітня, 2-а і 3-я бригади ЧУГА на фронті. Кіннота отамана Шепаровича й технічний курінь Кізюка у Балті мали змогу перейти до дієвої Армії УНР, натомість 2-га і 3-тя бригади ЧУГА опинилися в оточенні польського війська і потрапили у полон. 28 квітня в Козятин Бердичівського повіту вступили польські війська, була обеззброєна та інтернована бригада ЧУГА. Лише 1-ша бригада ЧУГА далі боролася у складі 44-ї Таращанської дивізії проти польської армії, але разом з нею була розбита під Махнівкою і в більшій частині потрапила також у польський полон. Поляки звільнили стрільців та водночас старшин з багатьма підстаршин направили до табору у Тухолі на Балтійському Помор'ї. Виступ 2-ї і З-ї бригад ЧУГА на фронті мав трагічні наслідки для численних старшин і вояків УГА в запіллі. Їх заарештовано й чимало з них загинуло у підвалах ЧК або у більшовицькому концентраційному таборі полонених старшин УГА поблизу залізничної станції Кожухово (нині — у складі Москви, Росія).
Точна кількість чоловіків-яблунівчан мобілізованих до лав Української галицької армії достеменно не відома. Уродженець Яблунівки Дмитро Куп'як у своїй книзі «Спогади нерозстріляного» згадує, принаймні про двох чоловіків з Яблунівки, які воювали у складі УГА. Це його батько Юрій Куп'як, який служив у відділі Василя Вороновського — старшини УГА родом з села Гумниська (нині Золочівського району Львівської області). Під час Чортківської офензиви був важко поранений. А також Назар Ковалик, який після повернення з фронту довго не прожив та помер у досить молодому віці, залишивши сиротами трьох своїх дітей та стрілець Антін Поцілуйко, який загинув на тій війні. В Українській галицькій армії у підрозділі Василя Вороновського воював ще один яблунівчанин — Колодка Максим Степанович.
Бойові дії не закінчилися, а навпаки дійшло до протистояння Червоної армії та поляків. 22 квітня 1920 року підписано Варшавський договір між Польською Республікою і УНР, за яким Польща визнавала за УНР територію до кордонів 1772 року, але західноукраїнські землі відходили до Польщі. 24 квітня 1920 року між представниками Військового міністерства Польщі та Урядом Симона Петлюри підписана Військова конвенція між Польщею та Україною, як додаток до Варшавського договору. Згідно з Конвенцією, польські та українські війська мали діяти спільно як союзні армії. У випадку польсько-українських дій проти радянських військ на території Правобережної України військові операції мали проводитися під керівництвом польського командування. Вже у квітні-травні 1920 року українсько-польські війська почали швидко просувалися вглиб українських земель, а на початку травня увійшли до Києва. Польсько-українські війська невдовзі були зупинені. Більшовики підтягнули значні сили, зокрема й Першу Кінну армію Семена Будьонного, й розпочали контрнаступ. РККА почала швидко просувалася на захід. На початку липня більшовики вийшли до річки Збруч, на кордон між УНР та Польщею, а наприкінці липня — безпосередньо на польську територію. Червона армія вступила до Буська 15 серпня 1920 року. На окупованій території більшовики навіть розпочали організацію радянської влади на місцях. Це тривало не довго. 12 серпня — 25 серпня 1920 року розгорнулася масштабна Варшавська битва, яка увійшла в історію під назвою «Диво на Віслі». Протягом кількох тижнів поляки розгромили між Віслою та Німаном кілька червоних дивізій. Більшовики зрозуміли, що їм важко вести наступ одночасно на Варшаву та Львів, тому перекинули 1-шу кінну армію на варшавський напрямок. Армія Будьонного мала рухатися через Замостя, Люблін на Варшаву. Упродовж 19 — 30 серпня 1920 року 6-та Січова дивізія УНР під командуванням Генерал-хорунжого Марка Безручка відбивала атаки кавалерії Будьонного під Замостям, де ворог зазнав великих втрат. Після поразки під Варшавою і Замостям, у жовтні 1920 року більшовики змушені перейти прусський кордон, частина військ відступила на схід, за Збруч.
З того часу в Галичині було встановлено польське панування.

### Під польським пануванням (1920–1939)
По закінченню війни в Яблунівці сільські активісти вперше організували споживчий кооператив. Декілька років поспіль цей кооператив розташовувався у центрі села в обійстю Івана Вовка. Головою кооперативу був Ілля Дмитрук, крамарем — Микола Вовк. У 1924 році відновлено читальню «Просвіти», роботу якої було призупинено на початку першої світової війни, у 1914 році. 19 жовтня 1924 року в громадському будинку Яблунівки відбулися загальні збори членів читальні за участю секретаря буської філії «Просвіти» Василя Вороновського. На зборах обрали новий виділ (керівництво) читальні та встановили розмір членських внесків. До нового виділу читальні увійшли: Федір Вовк (голова), Ілля Дмитрук (заступник голови), Василь Парубочий (секретар), Андрій Попалуйко (касир), Петро Зерський (бібліотекар), Мирон Порубочий та Станіслав Семенів (члени виділу). При читальні був організований аматорський гурток.
На зборах також було вирішено розпочати будівництво читальні «Просвіти» в Яблунівці, для чого утворили організаційний комітет з будівництва, до складу якого увійшли: парох с. Грабова о. Микола Мриглодович, управитель Яблунівської школи Данило Монджейовський, Станіслав Семенів, Дмитро та Марія Ковалики, Євгенія Війтович, Анна Дмитрук та Дарія Бербека. У другій половині 1920-х років цей будинок був збудований, де крім читальні також розмістився сільськогосподарський споживчий кооператив «Єдність».
Через утиски польської влади, у 1927 році, за порадою львівського керівництва «Просвіти», статут Яблунівської читальні «Просвіти» був перереєстрований у Тернопільському воєводстві. Для активізації її діяльності, 21 серпня 1927 року на загальних зборах членів читальні було обрано новий склад її виділу. До нового виділу читальні увійшли: Євстахій Ковальчук (голова), Лука Сосновський (заступник голови), Мирон Маселко (секретар), Матвій Семенів (скарбник), Йосиф Габа (бібліотекар), Семен Бондарчук (господар), Андрій Поцалуйко (член виділу).
У звітах яблунівської читальні «Просвіти» від 1 липня 1927 року по 30 червня 1928 року, вказує на те, що у селі на той час мешкало 865 осіб, з них українців — 850 осіб.
1927 року в Галичині пройшли вибори керівництва місцевих ґмін. До ґміни села Яблунівка було обрано 32 радних та 6 лавничих. Війта та його заступника було обрано з числа греко-католицької громади села. Під час наступних виборів 1933 року війтом знов було обрано українця — Іллю Дмитрука.
Наприкінці 1920-х років молодь усе більше стала цікавитися подіями не лише свого краю, але й долею своєї батьківщини. У читальні двічі на тиждень відбувалося читання газети, проводилися різні дискусії, які суттєво вплинули на розвиток національної свідомості яблунівчан. На початку 1930-х років молодь береться до самоосвіти. Щоб не збагачувати польської каси з продажу тютюну та алкоголю молодь з власної ініціативи бойкотує їхні товари. Через що власник корчми єврей Шміла не маючи прибутку з продажу алкоголю був вимушений продати свою корчму і разом із родиною виїхати до Палестини. Громада колишню корчму розібрала, а отримані будівельні матеріали використала для побудови Народного дому. Восени 1932 року новозбудований Народний дім був урочисто посвячений о. Миколою Мриглодовичем. У будинку розмістилися кооператив, читальня «Просвіти» з театральним залом на 250 осіб та бібліотека.
1 серпня 1934 року в межах комасаційної реформи ґміна Яблунівка увійшла складу до ґміни Буськ Кам'янко-Струмилівського повіту. 21 вересня 1934 року Яблунівку було поділено на дві громади — Яблунівка Руська (колишнє село Яблунівка на півночі кадастрової гміни) та Яблунівка Польська (польська колонія на півдні кадастрової гміни навколо давнього Яблунівського фільварку, що поблизу Буська, який давніше вже був окремою ґміною). Південно-східна частина Яблунівки (навколо хутора Ниви) була включена до складу міста Буськ.
Ще 1926 року польські колоністи (близько 60 родин) у Яблунівці Польській збудували громадський будинок, де були однокласна школа та світлиця Куркового товариства — велику залу зі сценою. Наприкінці 1920-х — початку 1930-х років яблунівська ґміна була однією з найбагатших серед навколишніх прибуських ґмін. Для підтвердження наведено бюджет ґміни у 1933/1934 роках: при запланованому прибутку у 3474 злотих, фактичний склав 3760 злотих. Одним з основних джерел наповнення бюджету ґміни була оплата земельного податку яблунівськими землевласниками.
На північній околиці Яблунівки розташовувався млин, до якого привозили молоти зерно селяни з навколишніх сіл. Також працював власний тартак.
У вересні — листопаді 1930 року польською санаційною владою за наказом Юзефа Пілсудського із застосуванням поліції та армії,  було проведено так звану пацифікацію на українському населенні Галичини. Пацифікація супроводжувалася масовими арештами, побиттям та вбивствами людей, закриттям і руйнуванням українських установ у Галичині. Наслідком акції стала подальша значна радикалізація українського руху опору на західноукраїнських землях. Події у Східній Галичині не залишилися непоміченими на світовій арені, у закордонній пресі здебільшого завдяки пропагандистській кампанії ОУН. Закордонні осередки ОУН максимально висвітлювали зловживання польської влади, завдяки пресовим бюро, які були відкриті у ряді європейських країн. Світова преса широко висвітлювала події у Східній Галичині. Під впливом цих публікацій двоє депутатів від Лейбористської партії також відвідали «умиротворені» регіони і виступили з критичною для польської влади доповіддю у британському парламенті. Навіть представники польської дипломатії мусили визнати дієвість пропагандистської кампанії, яка поставила Польщу у невигідному світлі перед рештою світу. Під час пацифікації читальня «Просвіти» в Яблунівці не дуже постраждала, оскільки після 1930 року тривала її активна діяльність.
15 лютого 1932 року на загальних зборах членів читальні був обраний новий керівний склад. Головою був обраний Максим Колодка, заступником Михайло Вовк, секретарем Ярослав Собашек, скарбником Григорій Вовк, бібліотекарем Іван Вовк, господарем Андрій Вовк. На той час читальня налічувала 45 членів, з них 10 жінок. Бібліотечний фонд читальні складав 50 одиниць, а також читальня передплачувала часопис-тижневик «Народна справа». При читальні діяв театральний гурток, яким керував Михайло Вовк і відвідували його 10 яблунівчан. Під керівництвом дяка церкви святого Дмитрія також був організований хор, який складався з 14 хористів. Через два роки, у 1934 році, вчергове відбулося переобрання керівництва читальні «Просвіти» села Яблунівки. Тепер головою обрано Гаврила Безкоровайника, заступником голови Михайла Костянтиновича Вовка, секретарем Андрія Вовка, скарбником Миколу Вовка, бібліотекарем Михайла Григоровича Вовка. На наступних загальних зборах, які відбулися 15 грудня 1935 року, головою був обраний Євстахій Ковальчук, а Гаврило Безкоровайник став його заступником. Якщо брати до уваги звіт яблунівської читальні, то з нього видно, що у той час вона особливою активністю не виділялася.
У 1930-х роках в Яблунівці, крім «Просвіти» були організовані місцевий осередок українського господарського товариства «Сільський господар» та гурток українсього педагогічного товариства «Рідна школа». В селі діяли курси для дівчат — крою і шиття, кухарства, ручних робіт, які викладали Аполонія та Тося Монджейовські.
Великий вплив на розвиток національної свідомості яблунівчан мала українська преса. Найбільш популярними часописами були «Народна справа» та «Сільський господар». Заможніші представники української громади Яблунівки передплачували часописи «Новий час» або «Діло». Читальня «Просвіти» отримувала науково-популярний ілюстрований місячник «Життя і знання», який видавало товариство «Просвіта» та історико-літературне щомісячне ілюстроване видання «Літопис Червоної Калини», багатий своїм змістом про недавні Визвольні Змагання та інші. Ці газетні статті люди перечитували, як тоді казали, «від дошки до дошки», аби не пропустити відомостей про тих, що не склали зброї, а далі ведуть боротьбу з окупантом.
Національна свідомість українського народу на Галицькій землі сягнула високого рівня між двома світовими війнами. Це був час, в якому ідейне формування обличчя української молоді вже було завершене. Українська молодь свідомо перебирає від старшого покоління, своїх батьків, роль провідництва в боротьбі за визволення українського народу. Сільська молодь, яка ще вчора вдовольнялася принагідними хоровими чи танцювальними виступами на Святі жнив або ж концерті, присвяченому Шевченківським дням, сьогодні вже шукала чогось іншого, шукала акції, щоб можна було завдати шкоди окупантові.
На початку 1938 року знову змінилося керівництво яблунівської читальні «Просвіти». Тоді головою обрано Гаврила Безкоровайника, його заступником Олексу Семеніва, секретарем Михайла Григоровича Вовка, скарбником Олексу Вовка, бібліотекарем Дмитра Куп'яка. 9 жовтня 1938 року в Яблунівці відбулося святкування з нагоди 70-ліття заснування товариства «Просвіта» у Львові. Участь у цьому заході, які проходили в яблунівській читальні «Просвіти», взяли члени читалень «Просвіти» сусідніх сіл — Побужан та Верблян.
Влітку 1938 року яблунівчанин Дмитро Куп'як організовує першу п'ятірку ОУН у селі. Після проголошення Карпатської України (8 жовтня 1938 року), з ініціативи районного проводу ОУН, в Буську 30 жовтня була проведена багатолюдна демонстрація на її підтримку. На відповідь польської влади чекати довго не прийшлося. Вже за тиждень, 8 листопада 1938 року у храмовий празник святого Дмитра, польською поліцією було заарештовано 13 яблунівчан. 12 листопада 1938 року у Буську заарештували Дмитра Куп'яка. Усіх заарештованих яблунівчан помістили до Буської в'язниці. За декілька днів усіх затриманих, після оформлених протоколів, етапували до Золочівської окружної в'язниці. У Золочівській в'язниці слідство усім учасникам жовтневої демонстрації у Буську приписало порушення громадського порядку та виголошення антидержавних лозунгів, а Дмитра Куп'яка, звинуватили ще й у підготовці та проведенні маніфестації у Буську та у підбурюванні до бійки із польськими «стрільцями» у побужанській колонії. 16 лютого 1939 року у приміщенні Золочівського суду відбувся судове засідання, за рішенням якого Дмитра Куп'яка засудили до трьох років, дев'ятьох учасників — від 18 місяців до двох років ув'язнення, чотирьох рішенням суду було звільнено. В середині лмпня того ж року польська влада етапувала більшість політичних в'язнів з Золочева до в'язниці у Білостоку.

### Радянський період (1944–1991)
На території села розташовувалася центральна садиба колгоспу імені Шевченка. Господарство мало 1040 га орної землі та спеціалізувалося на вирощуванні зернових та технічних культур, а також на тваринництві м'ясо-молочного спрямування.
У селі функціювали восьмирічна школа, клуб на 250 місць та бібліотека.

## Пам'ятки, визначні місця

### Церква святого Дмитрія
Дерев'яна церква святого Дмитрія, збудована у 1867 році відомим майстром Іваном Васенком. Інша дата будівництва церкви подається в усіх шематизмах греко-католицького духовенства Львівської архієпархії, починаючи від 1880-х років та закінчуючи 1938 роком, а саме роком будівництва дерев'яної церкви в Яблунівці вказаний 1869 рік. До 1941 року церква святого Димитрія у селі Яблунівка була дочірньою парафіяльній церкві Різдва Пресвятої Богородиці у селі Грабова. Церква була застрахована в українській страховій компанії (товаристві взаємних обезпечень) «Дністер» у Львові.
На початку 1990-х років після протистоянь греко-католицької та православної релігійних громад за право користуватися церквою, будівлю передали релігійній громаді Української автокефальної православної церкви, а релігійна громада Української греко-католицької церкви парафії святого Великомученика Димитрія збудувала поряд муровану церкву-каплицю. Після того як у 2018 році Українська автокефальна православна церква припинила існування як окрема релігійна громада та стала інтегрованою частиною Православної Церкви України, то церква святого Дмитрія разом з парафіянами перейшла під юрисдикцію Православної Церкви України і нині церква перебуває у користуванні релігійної громади Львівської єпархії Православної церкви України парафії Великомученика Димитрія Солунського.
Від часу побудови церкви святого Дмитрія у ній правили священики:
- 1863—1876 роки — о. Іван Левицький[30];
- 1876—1904 роки — о. Віктор Гарух[106];
- 1904 рік — о. Теодор Гураль[30];
- 1904—1910 роки — о. Василь Терлецький[104];
- 1910—1939 роки — о. Микола Мриглодович[31].

Згідно шематизмів греко-католицького духовенства Львівської архиєпархії чисельність громади села Яблунівка від часу побудови церкви й до початку Другої світової війни складала:
- 1874 рік — 392 вірних;
- 1881 рік — 429 вірних;
- 1882, 1883 роки — 445 вірних[103];
- 1884 рік — 444 вірних;
- 1886 рік — 446 вірних;
- 1888 рік — 490 вірних;
- 1891 рік — 532 вірних;
- 1894 рік — 607 вірних;
- 1895 рік — 609 вірних;
- 1896 рік — 610 вірних;
- 1897 рік — 612 вірних;
- 1898 рік — 509 вірних;
- 1899 рік — 566 вірних;
- 1900 рік — 568 вірних;
- 1901 рік — 541 вірних;
- 1902 рік — 546 вірних[106];
- 1903 рік — 552 вірних;
- 1904 рік — 554 вірних;
- 1906 рік — 627 вірних;
- 1910 рік — 770 вірних[104];
- 1912 рік — 775 вірних;
- 1914 рік — 938 вірних;
- 1924—1939 роки — 850 вірних[31].

### Меморіальні знаки, пам'ятні таблиці, пам'ятники
Пам'ятник загиблим землякам (1967, скульптор Ярослав Мотика, архітектор С. Рихва).
У 2008 році на приміщенні Яблунівської ЗОШ відкрито меморіальну таблицю підприємцю та меценату Дмитрові Куп'яку, а на будинку, де він народився, встановлено пам'ятний знак.

## Археологічні розвідки
На території Яблунівки було виявлено три місцезнаходження, одне з яких пов'язане з багатошаровою знахідкою, що була відкрита наприкінці 2000-х років місцевим мешканцем Б. Тупицею. Він впродовж певного періоду зібрав з її території різночасові крем'яні артефакти. Поселення знаходилося близько 5 км на захід від села Яблунівка в урочищі Камінне поле, займаючи незначно нахилений до півдня схил першої надзаплавної тераси правого берега річки Рокитни (притока Західного Бугу) і тягнеться відносно широкою смугою берегової лінії щонайменше до 1 км.
Наприкінці 2009 року тут провела короткотривалі розвідки експедиція Інституту археології Львівського національного університету імені Івана Франка, очолювана доцентом кафедри археології та історії стародавніх цивілізацій Наталією Стеблій. З огляду на несприятливі для пошукових робіт умови (орне поле було вкрите густими сходами озимого ріпаку) більш точно окреслити площу пам'ятки не вдалося, а ті поодинокі знахідки з кремнію та уламки посуду XI-XII століть, що трапилися в процесі обстежень, вдалося зафіксувати на невеликих за розмірами ділянках, де ріпак не проріс.
Зібрані експедицією матеріали належать до кам'яної, бронзової та ранньозалізної доби. Найраніші з них датуються пізнім палеолітом (фінальна стадія мадлену), це зокрема, асиметрична за обрисами ребриста пластина з однобічно ретушованим краєм, однобічно ретушована нижня частина поздовжньо-первинної пластини, серединний різець на поздовжньому відщепі, поздовжня пластина та інше. Всі знахідки покриті інтенсивною плівкою (патиною), створеною нанесенням спеціальних хімічних сумішей.
До періоду енеоліту віднесені наступні вироби — одноплощинний конусоподібний нуклеус, подвійно-кінцевий розтирач на зужитому, овальному в поперечному нуклеусі з двома ударними площадками, протилежно-кінцевий різець на середній частині поздовжньо-первинної пластини та інше.
До раннього періоду бронзової доби (городоцько-здовбицька або стрижівська культури) належать напівсегментоподібний у плані та лінзоподібний у поперечному перетині серп, на кінчику та п'ятці якого залишилася жовнова кірка, а також наконечник списа з трикутним у плані пером, верхня частина якого відбита. На одній з його площин збереглися рештки жовнової кірки. Такі вироби зустрічаються на поселеннях та місцях поховань цих культур.
Ранньозалізна доба тут представлена уламками нижніх частин лінзоподібних у поперечному перетині серпів, леза яких загострені середньозубчастою ретушшю. Подібні за формою жниварські знаряддя характерні для висоцької культури та ранньоскіфського часу (лежницька група).
Про інші два місцезнаходження у селі Яблунівка свідчать окремі артефакти з кремнію, випадково виявленими місцевим мешканцем І. Нагорним. Перше з них зафіксовано на південь від села, праворуч близько 100 м на схід від дороги, що веде до міста Буська, не доходячи до шосейного мосту. Два вироби з кремнію І. Нагорному на надзаплавній терасі правого берега річки Рокитни (притока Західного Бугу), навпроти розташованої на протилежному березі річки цегельні. Одну із знахідок репрезентує уламок наконечника списа з відбитим кінчиком та, значною мірою, насадом. Цей артефакт після пошкодження був підданий повторній обробці, свідченням чому є нанесення дрібно-, середньо- та крупнофасеткової лускоподібної ретуші у напівкруглій спосіб вздовж окрайки зламу, що проходить від основи пера до п'ятки насаду.
На існування третього місцезнаходження вказує випадково виявлена на південно-східній околиці села двобічно ретушована первинна пластина, обробка якої проведена з боку спинки разом із кінчиком суцільно  нанесеною дрібно- та середньофасетковою лускоподібною ретушшю, яка імовірно належить до періоду енеоліту.

## Освіта
У селі працює один навчальний заклад — Яблунівський заклад загальної середньої освіти I-II ступенів Буської міської ради на 130 учнівських місць. Всі культурні заходи проходять в Народному домі села Яблунівка.

### Шкільництво: історія та сучасність
З найдавніших часів освіта на теренах Галичини починалася з науки дяка, який навчав дітей рахувати, молитися, а також читати церковні книги. Вся освіта у бідних селян починалася та й завершувалася вивченням катехізису у церкві. Лише в окремих селах дяки та священики організовували школи, де крім азбуки та лічби, ще вивчали «Псалтир» та «Апостол». Невідомо, коли саме з'явилася перша дяківка в Яблунівці.
До 1772 року в Галичині загальної системи народної освіти не існувало. Вже у 1774 році, аби покращити становище, австрійською адміністрацією запроваджено систему шкіл трьох типів — однокласні парафіяльні; трикласні (тривіальні) з німецькою та польською мовами навчання; чотирикласні з німецькою мовою навчання, для підготовки учнів до вступу у середні школи (гімназії). Нагляд за школами здійснювала Крайова шкільна комісія. Мовою навчання повсюди була німецька. У цей час, завдяки зусиллям єпископа Львівського, Галицького і Кам'янецького УГКЦ Петра Білянського. Він доручав парохам в проповідях заохочувати батьків віддавати дітей до школи, пояснювати переваги освіти, завдяки чому в Галичині почала збільшуватися чисельність шкіл при церквах.
У 1774 році в Австрійській імперії було проведено шкільну реформу. Встановлювалося два типи початкових шкіл — тривіальні та повні, функціювали також й однорічні парафіяльні школи. У 1805 році в Австрії був виданий так званий шкільний політичний закон (нім. «Politische Verfassung der deutschen Schulen in den k., auch k. k. deutschen Erbstaaten»), який регулював австрійську систему початкової школи у 1806—1873 роках. Педагогічний і дидактичний нагляд на нижчій і середній ланках передано повністю церковним чиновникам (місцевому пароху, декану). Таким чином церковна адміністративна структура стала вирішальною для шкільної системи. Також до 1874 року зобов'язувалося у кожному селі відкрити народні школи. За вказаний цим законом термін у Кам'янецькому повіті, до складу якого входила Яблунівка, було утворено 64 школи, в яких наприкінці 1860-х років навчалося 2500 дітей.
Від 1838 року в Яблунівці вже діяла парафіяльна школа, яка утримувалася на кошти громади. Відомо, що вже у середині XIX століття неподалік школи розташовувався шкільний будинок. Приміщення школи складалося з двох кімнат — навчального приміщення (клас) та помешкання вчителя. 23 травня 1866 року за рішенням намісництва в Яблунівці створена тривіальна (початкова школа). Після реформи шкільної освіти 1869 року, сформувалися значні можливості для розвитку українського шкільництва. Так, було проголошено обов'язковість та безоплатність початкової шеститітньої освіти, право навчатися рідною українською мовою, дозволено різним товариствам та релігійним організаціям створювати приватні школи, а також згідно цієї реформи, усі парафіяльні початкові школи переходили під нагляд державних органів. Обов'язковим вводилося навчання усіх дітей віком 6-14 років.
У 1890 році в Яблунівці існувала однокласна школа з руською (українською) мовою навчання, де навчалося 99 з 114 дітей, які мали обов'язково відвідувати школу, крім того 29 дітей відвідували недільну школу. Ще до початку першої світової війни школа стала двокласною. Після закінчення початкових класів здібні діти могли продовжити навчання у чоловічій або жіночій шестикласних школах у Буську.
У 1930/1931 навчальному році в Яблунівці функціювало дві школи: двокласна в Яблунівці Руській та однокласна польська школа в Яблунівці Польській. У двокласній школі навчалося 120 дітей, з них 108 дітей греко-католиків (українців) та 12 дітей римо-католиків, в однокласній — 63 дитини, з яких 61 дитина римо-католиків (поляків) та 2 дітей греко-католиків.
У 1932 році сільська громада на місці колишньої корчми розпочала будівництво нової двоповерхової школи, яке тривало до 1934 року. В Яблунівці до 1944 року вчителювали Данило та Аполонія Монджейовські. При школі діяв курс крою і шиття, який вела Тося Монджейовська. Бажання навчатися справі мали не лише дівчата старшого віку, але й дорослі жінки, які відвідували заняття з метою здобуття навичок з крою і шиття. Власне Монджейовські заклали фундамент для виховання молодого покоління села, переконуючи усіх, що треба вчитися. У школі вивчали народні пісні, танці, ставили вистави. Серед навчальних предметів були такі як релігія, читання, письмо, українська та польська мови, лічба, основи історії та природознавства, малювання, співи, ручні роботи, гімнастика. У шкільному свідоцтві також виставлялися оцінки з поведінки, старанності, загальної успішності та каліграфії.
У 1932—1939 роках в Яблунівці Руській діяла шестикласна школа, після закінчення якої учні могли продовжувати навчання у Золочівській гімназії. У Золочеві навчалися яблунівчани Євген Ковалик, Іларіон та Ярослав Собашеки, а також Софія Мороз (від 1939 року). З приходом радянської влади у вересні 1939 року яблунівська шестирічна школа була реорганізована у семирічну з денною та вечірньою формами навчання. Під час німецької окупації школа була трикласною з українською мовою навчання. У цей час у школі вчителювали Данило та Аполонія Монджейовські. У 1944 році, після другого приходу совітів, боючись бути репресованими радянською владою, подружжя Монджейовських виїхали з Яблунівки та планували виїхати на захід. Монджейовським цього не вдалося зробити і оселилися вони у Стрию, де придбали собі хату і мешкали там до своєї смерті.

## Відомі люди
- Ковалик Василь Степанович (1991-2014) — український військовик, старший солдат Збройних сил України, учасник російсько-української війни.
- Куп'як Дмитро Юрійович — активний діяч ОУН та СБ ОУН, підприємець та меценат.
- Данило Монджейовський (24 листопада 1888, Кізлів — 22 липня 1969, Стрий) — педагог. Закінчив учительську семінарії в Сокалі (до 1914). Під час першої світової війни мобілізований до австрійського війська[122]. Від 1918 року четар Українських січових стрільців, пізніше Української Галицької армії. Під час польсько-української війни був одним з керівників «Залізно-дорожнього депо» ЗУНР[126]. Від 1920-х років й до 1944 року разом з дружиною Аполонією Моджейовською (з Вознякевичів, 5 жовтня 1885, Буськ — 28 лютого 1965, Стрий) вчителювали у яблунівській сільській школі[122].
- Поцілуйко Віктор Володимирович (1976—2015) — український військовик, сержант Збройних сил України, учасник російсько-української війни[127].